# 志道元良
志道 元良（しじ もとよし）は、戦国時代の武将。毛利氏の家臣。通称は太郎三郎、大蔵少輔。安芸国志道城主。父は坂広秋。坂広明、桂広澄、光永秀時の弟で、子に毛利元就を支えた志道広良がいる。

## 生涯
毛利氏の庶家で代々の毛利氏当主を補佐していた坂氏の当主・坂広秋の四男として生まれる。
応仁元年（1467年）、嫡男の広良が生まれる。
明応5年（1496年）、大内義興の少弐政資攻めに従軍。元良の参陣を喜んだ大内義興は同年9月20日に安留修理亮を使者として太刀一腰を元良に与えている。
明応5年（1496年）から明応6年（1497年）にかけて、居住していた安芸国高田郡志道村の在名から「志道」の苗字を称した。
明応6年（1497年）8月25日の備後国津田における合戦において数ヶ所の傷を蒙りながら戦った功により、9月28日に備後守護の山名俊豊から感状を与えられた。
明応9年（1500年）7月14日に死去。嫡男の広良が後を継いだ。